# Хабри
Хабри (Халяле, тат. Хәбри күле) — озеро в России, располагается возле деревни Кара-Куль на территории Высокогорского района Республики Татарстан.
Представляет собой водоём карстового происхождения, находящийся в южной части Вятского Увала на водоразделе рек Ашит и Петьялка. Озеро имеет вытянутую форму, длиной 170 м и максимальной шириной в 70 м. Площадь водной поверхности озера составляет 0,68 га. Наибольшая глубина достигает 1,3 м, средняя глубина равняется примерно 1 м. Уровень уреза воды находится на высоте 162 м над уровнем моря. Западный берег покрыт смешанным лесом.